# Корнелиус Стирк
Корнелиус Стирк (англ. Cornelius Stirk) — суперзлодей вселенной DC Comics, враг Бэтмена.

## История публикации
Персонаж был придуман Аланом Грантом, а изображен Нормом Брейфоглом.
Впервые появился на страницах Detective Comics #592 (в ноябре 1988 года).

## Биография
Стирк, как и Пугало, использует страх, чтобы добраться до своих жертв. Стирк обладает телепатическими способностями и используя их делает так, чтобы другие люди видели в нем кого-то другого, что позволяет ему приближаться к своим жертвам. Запугав своих жертв до смерти, Стирк затем пожирает их сердца. Он действует под влиянием заблуждения, что для выживания ему необходимы питательные вещества и гормоны из людских сердец.
В своем первом появлении, Стирк освобождается из «Arkham Asylum», куда он заключен в 16 лет за попытку убить одноклассницу, после того, как был признан нормальным. Впоследствии, однако он прекращает принимать лекарство и начинает превращаться в серийного убийцу.

## Силы и способности
Корнелиус Стирк может надеть на себя гипнотическую ауру, которая позволяет ему принимать любой образ, по его выбору, как правило, это лица тех, кому люди доверяют.

## Вне комиксов
- Стирк появляется во втором сезоне телесериала «Готэм». Его роль исполнил актёр Кэмерон Омидиан.

В сериале персонаж показан как каннибал и заключенный психиатрической клиники Аркхэм. С его помощью Этель Пибоди вела допрос Загадочника.